# 타바타 하지메

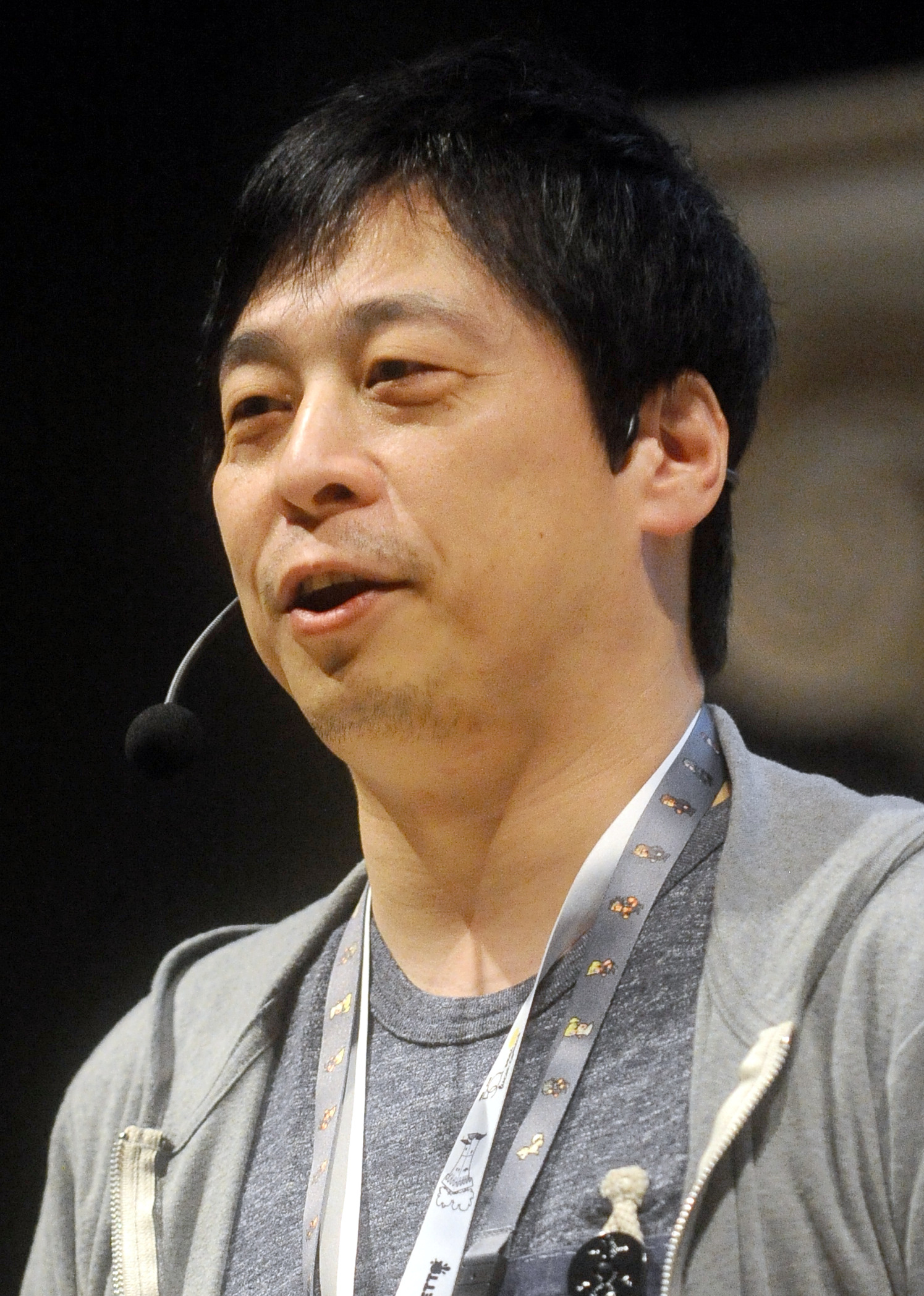
2016년 모습

타바타 하지메(일본어: 田畑端, 1971년 5월 5일 ~)는 일본인 게임 디렉터이자 전 루미너스 프로덕션(Luminous Productions_ COO이자 스튜디오 책임자였으며 이전에는 스퀘어 에닉스에서 근무했으며 현재는 JP 게임스의 CEO이다.
스퀘어 에닉스의 비즈니스 디비전 2 책임자이자 프랜차이즈의 출시와 콘텐츠의 일관성을 유지하는 임무를 맡은 파이널 판타지 위원회의 일원이었다.
타바타는 2018년 10월 31일 루미너스 프로덕션(Luminous Productions) 및 스퀘어 에닉스 그룹에서 사임했다.

## 경력
타바타는 중학교 시절 코에이가 만든 역사적인 롤플레잉 게임을 하면서 처음으로 자신만의 게임을 만들면 얼마나 재미있을지 상상했다. 대학 마지막 해에 그는 비디오 게임 산업과 다큐멘터리, TV, 영화 등 기타 미디어 예술 분야에 지원했다. 스퀘어 에닉스에 입사하기 전에 여러 다른 비디오 게임 출판사에서 일하면서 액션 게임, 아케이드 게임, 롤플레잉 게임을 만드는 경험을 얻었다고 말했다.

## 작품
- 비포어 크라이시스: 파이널 판타지 VII
- 라스트 오더: 파이널 판타지 VII
- 크라이시스 코어: 파이널 판타지 VII
- 킹덤 하츠 코디드
- 파이널 판타지 영식
- 킹스글레이브: 파이널 판타지 XV
- 파이널 판타지 XV
- 뫼비우스 파이널 판타지
- 포춘 스트리트
- 파이널 판타지 디멘션즈 II
- 디시디아 파이널 판타지 NT
- 파이널 판타지 XV